# SOS (canção de Elena Patroklou)
"S.O.S." foi a canção que representou  Chipre no Festival Eurovisão da Canção 1991, interpretada em grego por Elena Patroklou. Foi a vigésima-primeira canção a ser interpretada na noite (penúltima), a seguir à canção britânica "A Message To Your Heart", interpretada por Samantha Janus e antes da canção italiana "Comme è ddoce 'o mare", cantada por Peppino Di Capri. A canção cipriota terminou em nono lugar, tendo recebido um total de 60 pontos. 

## Autores
- Letra de: Andreas Christou
- Música de: Kypros Charalambus
- Orquestração de: Alexandros Kyros Zografou

## Letra
A canção que nos fala do meio ambiente e faz um apelo às pessoas de todo o mundo. Patroklou canta sobre os danos que a humanidade tem causado ao planeta Terra e o S.O.S. é lançado pela Terra  Enquanto os assuntos ambientais são tema da música pop, ele não foram tanto no Festival Eurovisão da Canção.

## Versões
Patroklou gravou também uma versão inglesa com o título homónimo.